# Gara Brazi
Gara Brazi este o stație de cale ferată care deservește orașul Ploiești, județul Prahova, România.